# 尼姆斯多夫
尼姆斯多夫（德語：Nirmsdorf，發音：[ˈnɪʁmsˌdɔʁf]）是德国图林根州魏玛地区县曾经的一个市镇，面积2.72平方千米，2012年12月31日人口为88人。2013年12月31日，尼姆斯多夫与另外8个市镇合并为新市镇伊尔姆塔尔-魏恩施特拉瑟。